# 訃報 1971年5月
訃報 1971年5月（ふほう 1971ねん5がつ）では、1971年（昭和46年）5月中に物故した、又は物故が報じられた人物についてまとめる。

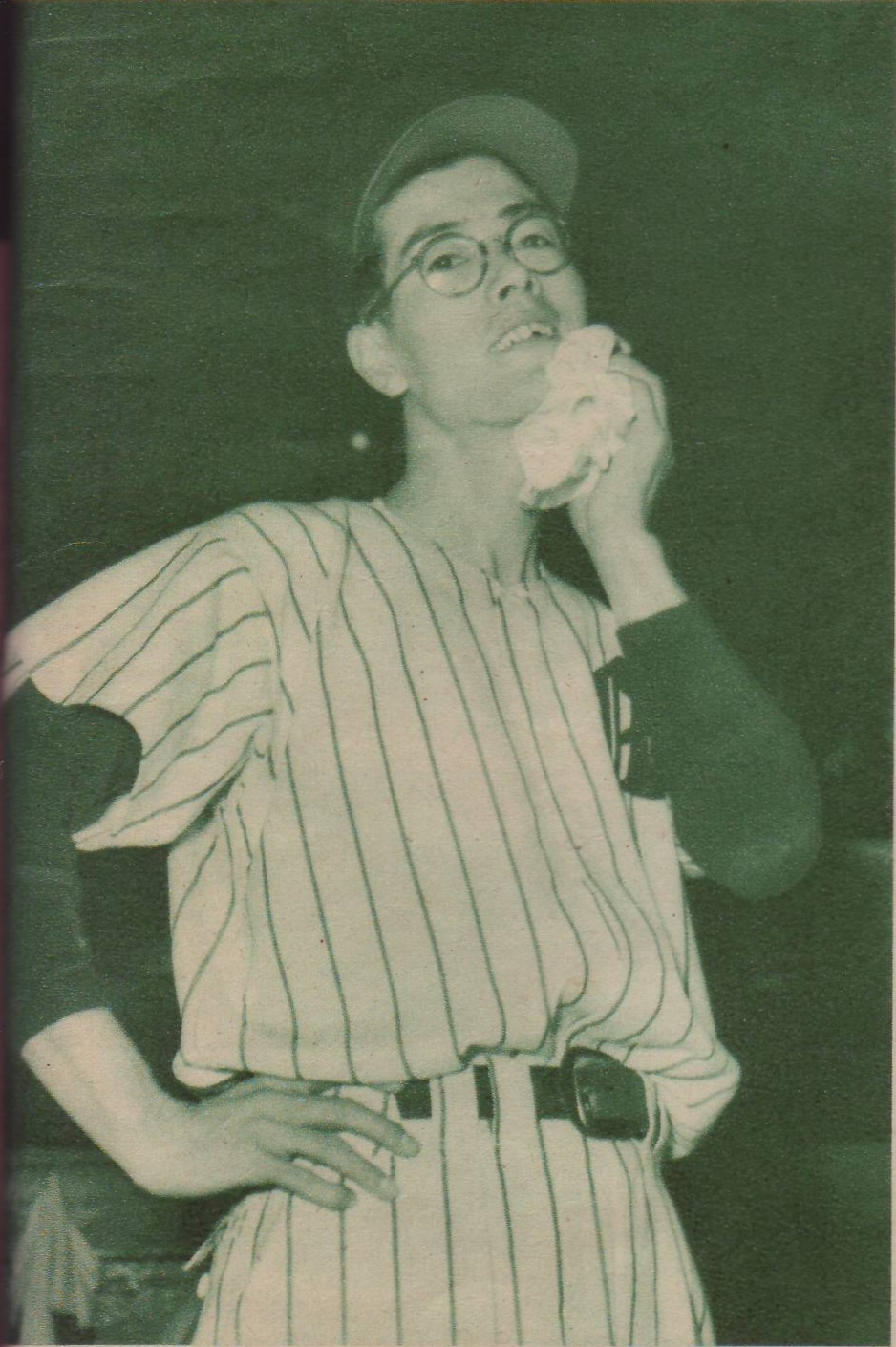
荒巻淳 / 5月12日没

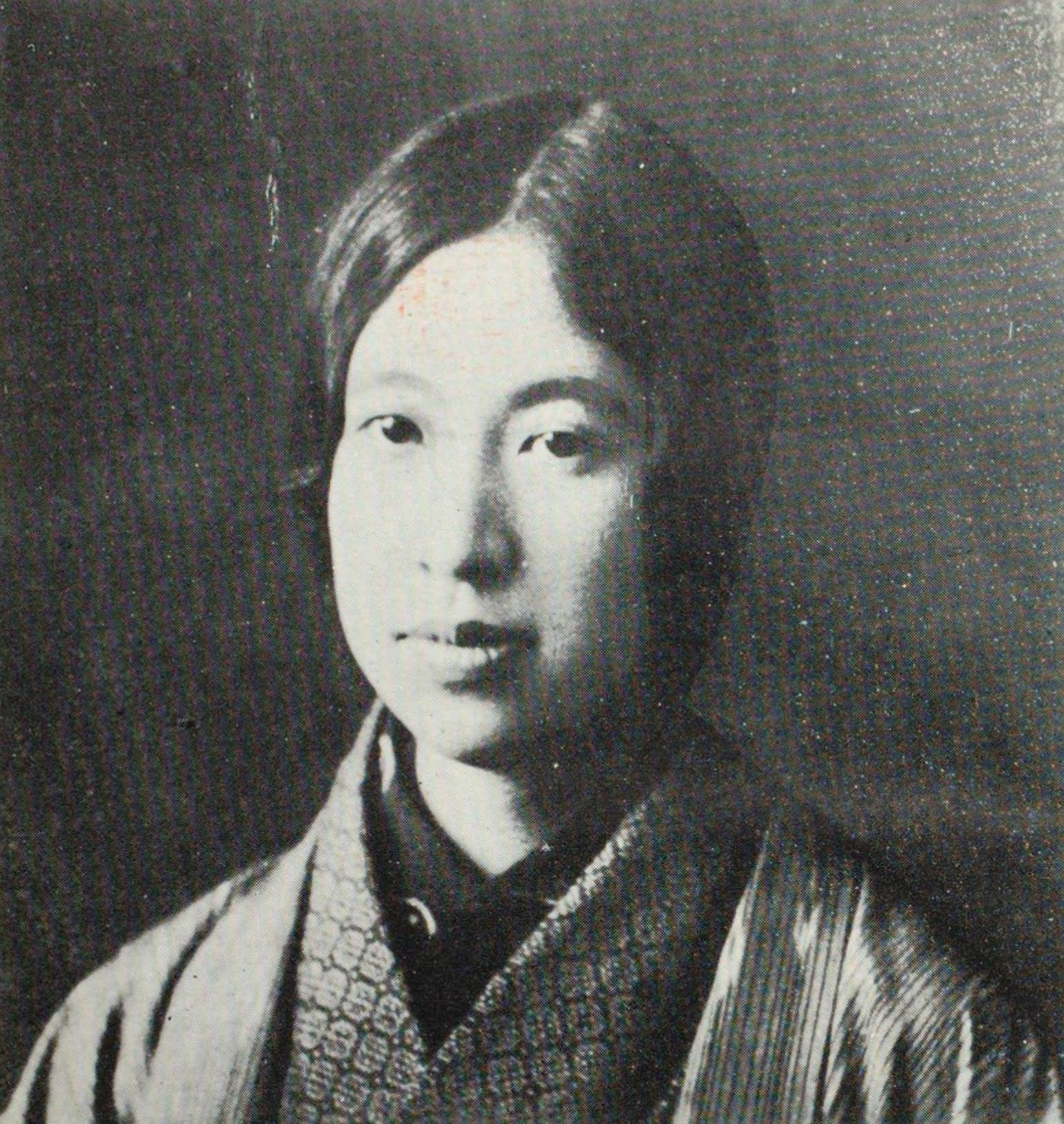
平塚らいてう / 5月24日没

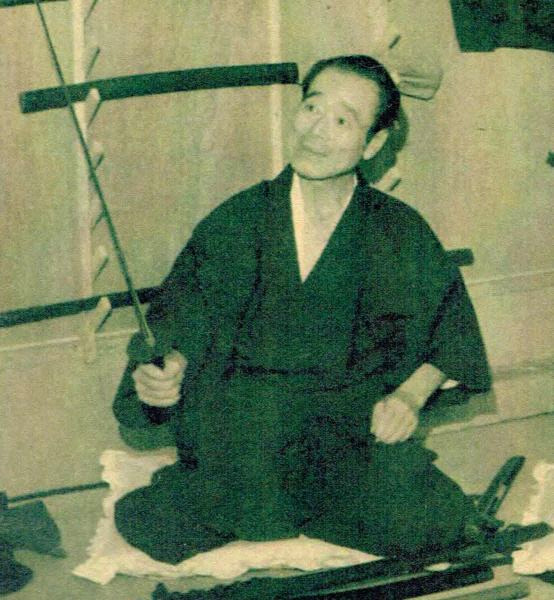
左卜全 / 5月26日没

## （1日 - 15日）
- 5月2日 - 児玉希望、日本画家（* 1898年）
- 5月2日 - 滝本清八郎、経営者、元日本板硝子社長（* 1906年）
- 5月3日 - 山田喆、陶芸家（* 1898年）
- 5月3日 - 津川主一、日本基督教団の牧師（* 1896年）
- 5月3日 - 高橋和巳、小説家・中国文学者（* 1931年）
- 5月4日 - 横山潤之助、洋画家（* 1903年）
- 5月4日 - 都家文雄、漫才師（* 1893年）
- 5月5日 - 赤星四郎、ゴルファー・ゴルフ場設計者（* 1895年）
- 5月5日 - 清水光美、海軍軍人（* 1888年）
- 5月5日 - バイオレット・ジェソップ、客室乗務員、看護師（* 1887年）
- 5月7日 - 阿部展也、洋画家（* 1913年）
- 5月7日 - ヘレーネ・ヴァイゲル、女優（* 1900年）
- 5月8日 - フランツ・クヴァルダ、チェロ奏者（* 1904年）
- 5月9日 - 吉野信次、政治家（* 1888年）
- 5月10日 - 井村荒喜、実業家・政治家（* 1889年）
- 5月10日 - 近藤巌、挙闘家・プロボクサー（* 1911年）
- 5月10日 - 箕作秋吉、作曲家、化学者（* 1895年）
- 5月11日 - 永田良吉、政治家（* 1886年）
- 5月12日 - ヘイニー・マナシュ、メジャーリーガー（* 1901年）
- 5月12日 - 荒巻淳、プロ野球選手（* 1926年）
- 5月12日 - トー・ジョンソン、俳優・プロレスラー（* 1903年）
- 5月13日 - 遠藤源六、海軍文官・法制官僚・法学者（* 1872年）
- 5月14日 - 橘秋子、バレエダンサー（* 1907年）
- 5月15日 - グース・ゴスリン、メジャーリーガー（* 1900年）
- 5月15日 - 後藤静香、社会教育家（* 1884年）

## （16日 - 31日）
- 5月16日 - 水谷浩、映画美術家・美術監督（* 1906年）
- 5月17日 - 西村卯、検察官・弁護士（* 1883年）
- 5月20日 - マーティン・ディーゴ、プロ野球選手（* 1905年）
- 5月20日 - 山中日露史、弁護士・政治家（* 1906年）
- 5月21日 - 長濱政壽、行政学者・政治学者（* 1911年）
- 5月22日 - 岡邦雄、科学史家（* 1890年）
- 5月24日 - 平塚らいてう、フェミニスト・評論家（* 1886年）
- 5月24日 - レフ・シャウミャン、ジャーナリスト（* 1904年）
- 5月25日 - 水野清一、考古学者（* 1905年）
- 5月26日 - 左卜全、俳優（* 1894年）
- 5月27日 - ヘンリー大川、俳優（* 1905年）
- 5月28日 - オーディ・マーフィ、軍人・俳優（* 1924年）
- 5月28日 - 上原茂次、政治家（* 1893年）
- 5月29日 - 松本真平、実業家・政治家（* 1878年）
- 5月30日 - 高橋鉄、小説家・性風俗研究家（* 1907年）
- 5月31日 - 山口蓬春、日本画家（* 1893年）
- 日付不明 - 勝本圭一郎、俳優（* 生年不詳）